# Xuanwu (socken i Kina)
Xuanwu (kinesiska: 宣武, 宣武乡) är en socken i Kina. Den ligger i provinsen Zhejiang, i den östra delen av landet, omkring 170 kilometer söder om provinshuvudstaden Hangzhou.
Genomsnittlig årsnederbörd är 2 256 millimeter. Den regnigaste månaden är juni, med i genomsnitt 468 mm nederbörd, och den torraste är oktober, med 60 mm nederbörd.